# Annulobalcis aurisflamma
Annulobalcis aurisflamma is een slakkensoort uit de familie van de Eulimidae. De wetenschappelijke naam van de soort is voor het eerst geldig gepubliceerd in 1995 door Simone & Martins.